# Magen David (Aleš Veselý)
Davidova hvězda (hebrejsky Magen David) byla navržena pro tzv. Národní hřbitov v Památníku Terezín roku 1994, aby se jako symbol judaismu stala protějškem křesťanského kříže, který tam byl instalován po válce.

## Popis a souvislosti
Aleš Veselý k tomuto tématu opakovaně vracel v kresbách i sochařských modelech a zprvu zvažoval různé nehmotné varianty, např. vytvoření tvaru z horkého vzduchu, modelovaného plynovými hořáky. Při realizaci sochy však nebyl dostatek prostoru pro kreativní řešení, které by tento symbol interpretovalo jinak.
Bylo nutné vytvořit jasný protějšek stávajícího kříže a dodržet určité proporce. Základní tvar dvou prolnutých trojúhelníků tvoří na návrh Karola Sidona železniční koleje, jako memento židovských transportů. Ty jsou připevněny na základ z nerezové ocele. Původní záměr, udělat hvězdu dvojitou a dovnitř zabudovat plynové hořáky, které by kolem ní vytvořily vrstvu vibrujícího teplého vzduchu, se nepodařilo prosadit.
Druhou částí Magen David jsou balvany, které zastupují kamínky pokládané tradičně na židovské náhrobky.
Šesticípá Davidova hvězda je složená ze dvou trojúhelníků, které symbolizují pozemskou a nebeskou sféru a jejich prolnutí znamená, že co je dole, je i nahoře. Jednou z variant Davidovy hvězdy, kde měl Aleš Veselý více prostoru ke kreativnímu ztvárnění, je socha Holocaust memorial, umístěná před bývalou synagogou v Kutné Hoře.
Během pobytu v Chicagu Aleš Veselý uvažoval o pouštním projektu, kde by hvězdu tvořily dva trojboké rovnostranné jehlany, z nichž jeden by byl negativní a zapuštěný do skály a druhý – transparentní – by čněl do prostoru. Půdorysný tvar šesticípé hvězdy by byl viditelný pouze z nebe.

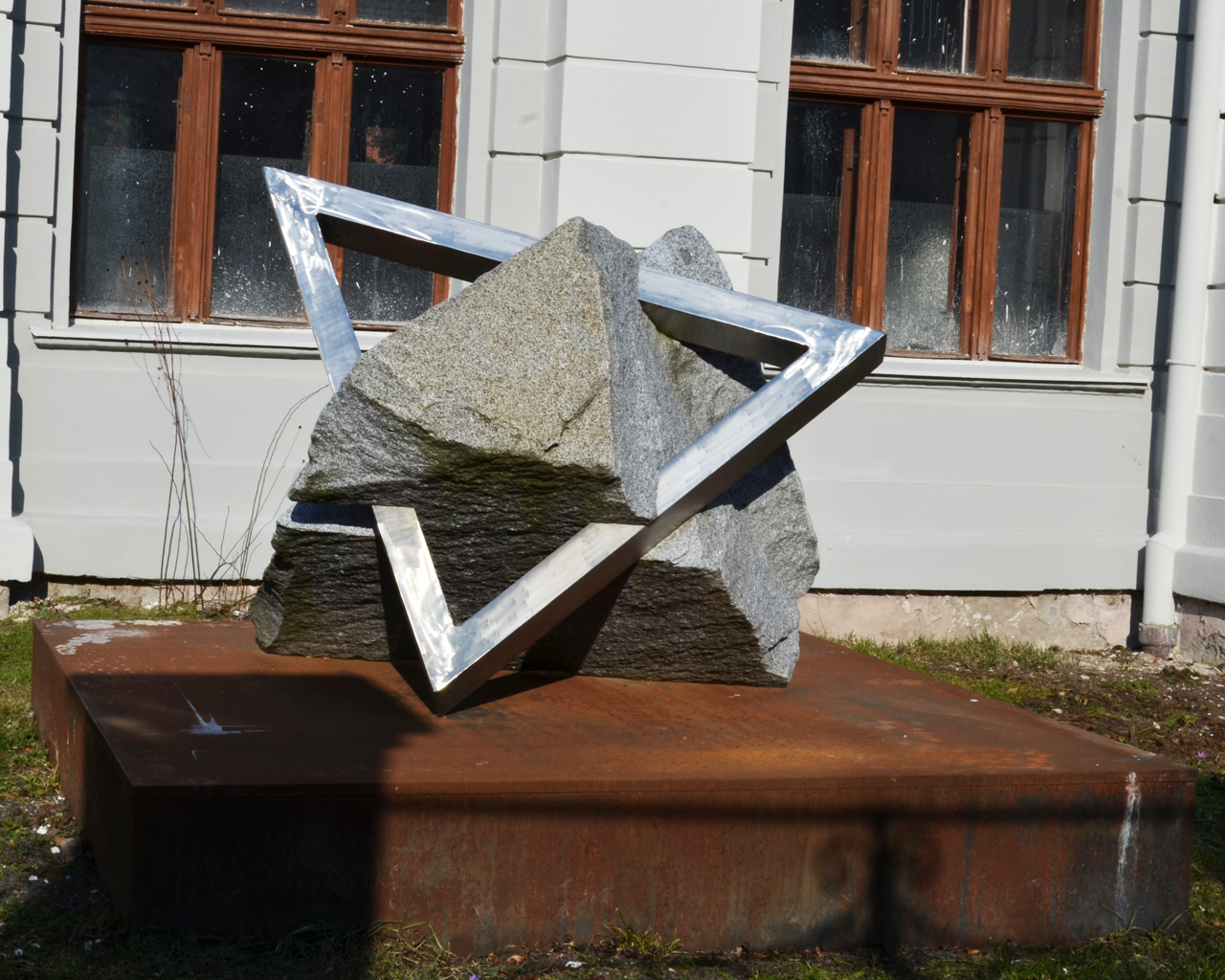
Aleš Veselý, Holocaust memorial, Kutná Hora